# Kadamžaj
Kadamjay (in kirghiso Кадамжай?; in russo Кадамжай?, Kadamžaj) è una città del Kyrgyzstan situata nel distretto di Žajyl, nella regione di Batken.

## Geografia
Sebbene Kadamjay sia il più grande insediamento dell'omonimo distretto, non è il capoluogo del distretto; invece, il centro amministrativo del distretto è la città di Pul'gon, situato a nord della città.

## Origini del nome
Nel periodo sovietico, la città era ufficialmente conosciuta come "Frunze", e il villaggio adiacente a nord, come "Frunzenskoe". Poiché la capitale del Kirghizistan (ora Bishkek) era anche chiamata Frunze, il nome veniva confuso, per questo alla città fu dato il nome di Kadamjay e al villaggio di Pulgon.

## Società

### Evoluzione demografica
Abitanti censiti

## Economia

### Giacimenti
Si ritiene che il distretto di Kadamjay abbia il secondo più grande deposito di mercurio-antimonio al mondo. Il Kadamjay Antimony Factory è una delle più grandi fabbriche del Kirghizistan; è il principale datore di lavoro in città. Secondo quanto riferito, nel 2005, l'impianto di mercurio di Khaidarkan, costruito nel 1942, produceva da 300 a 600 tonnellate di mercurio all'anno.